# Желез войвода
Желез Добрев Железчев, известен като Желез войвода и като Желю войвода е български хайдутин, роден в село Черкешлий, наречено по-после на неговото име.
Роден в семейството на заможен баща, въпреки това има нерадостно детство поради доведената мащеха, която съвсем малък го праща да слугува като овчарче. Овчарлъкът от детето прави здрав и силен левент. Вместо майчини песни той слушал тъмни легенди и старовремски песни за вехти войводи.
Желез на осемнадесет години става хайдутин и почти дванадесет броди сам или с двама-трима другари в Балкана. Бие се срещу турци и продажни българи, като около 1840 г. се присъединява към момците на Бойчо войвода. След смъртта на Бойчо става четник на Димитър Калъчлията, но е ранен при едно сражение в крака и доста време се цери в Добруджа.
През 1853 г. заедно с другарите си Пею Буюклията и Злати Конарченина от бойчовата дружина хайдутуват около три-четири години. След това до към 1863 година е командир на самостоятелна чета.
За своята тридесет година хайдушка дейност Желез войвода извършва безброй храбри подвизи. Около 1854 г. две хубавици били отвлечени от татари и Желез ги спасил, за което народът не го е забравил и го е възпял в народни песни и обвил с легенди.
Село Желю войвода е наречено на него.